# 小川町 (熊本県)
小川町（おがわまち）は、熊本県の中部に位置していた町。2005年1月15日、宇土郡三角町・不知火町および下益城郡松橋町・豊野町と合併し宇城市となったため自治体としては消滅した（小川町のあった地区は「宇城市小川町」となっている）。主な基幹産業は農業である。

## 歴史
- 1889年4月1日 - 町村制実施に伴い、以下の町村が発足。
  - 小川町 - 小川村、西北小川村、東小川村、南小川村が合併。
  - 河江村 - 南新田村、北新田村、江頭村、河江村が合併。
  - 小野部田村 - 中小野村、北小野村、東小野村、南部田村、北部田村が合併。
  - 海東村 - 東海東村、西海東村、北海東村、南海東村が合併。
- 1955年 - 河江村、小野部田村が合併し益南村が発足。
- 1958年 - 小川町、益南村、海東村が合併し、改めて小川町が発足。
- 1971年7月22日 - 集中豪雨により砂川が氾濫。2戸が流出。死者6人[1]。
- 2005年1月15日 - 三角町、不知火町、松橋町、豊野町と合併。宇城市が成立。

## 経済

### 産業
- 農業
- 水産業

### 特産物
- ポンカン
- 白玉粉

## 地域

### 教育
中学校
- 小川町立小川中学校
  - 小川町立益南中学校（1970年海東中学校と統合、1972年小川中学校発足）
  - 小川町立海東中学校（1970年益南中学校と統合）

小学校
- 小川町立小野部田小学校
- 小川町立河江小学校
- 小川町立小川小学校
- 小川町立海東小学校

## 交通

### 鉄道路線
- 九州旅客鉄道
  - 鹿児島本線 ： 小川駅

### 道路
高速道路
- 九州自動車道 ： 松橋インターチェンジ
- 九州自動車道 ： 宇城氷川スマートインターチェンジ

一般国道
- 国道3号

県道
- 熊本県道32号小川嘉島線
- 熊本県道52号小川泉線

## 名所・旧跡・観光スポット・祭事・催事
- 塔福寺（竹崎季長の菩提寺。東海東45）

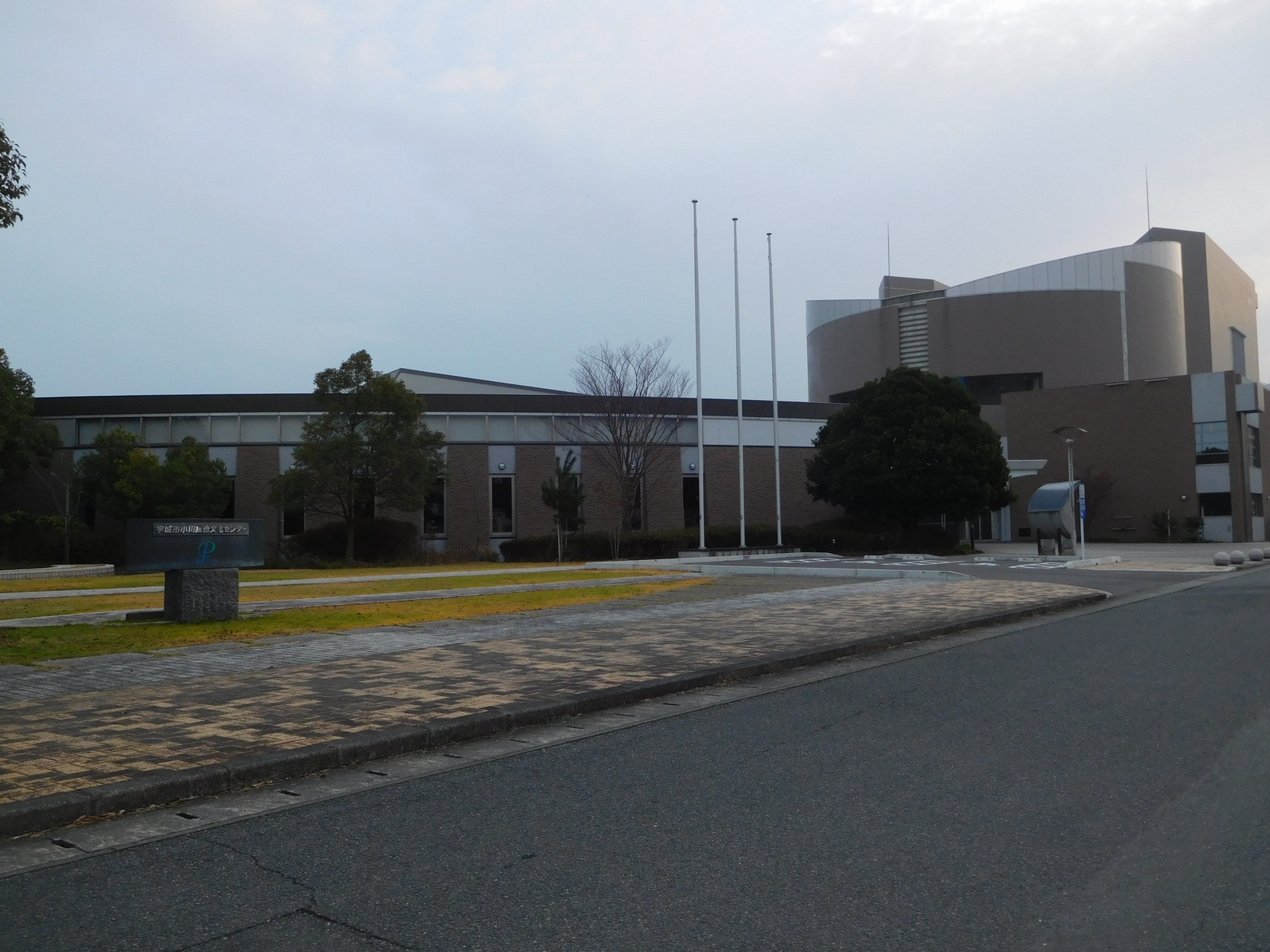
小川総合文化センター（ラポート）。2014年9月から2020年12月までは宇城市小川支所としても活用された（支所はイオンモール宇城へ移転）

- 三宝寺（鉄眼禅師ゆかりの寺。一切経版木。南部田1138）
- 小川阿蘇神社（小川11）
- 守山八幡宮（南部田1108）
- 海東阿蘇神社（西海東1294）
- 河江神社（南新田）
- 長谷寺（十一面観音。中小野）
- 真覚寺（北部田196）
- 摂取寺（浄土宗。北部田533）
- 延福寺（能令速満ゆかりの寺。小川町小川71-1）
- 正覚寺（藤岡覚音ゆかりの寺。西海東1681）
- 年の神古墳（北小野）
- 竹崎季長の墓（北海東 平原公園）
- 宮本武蔵塚（日羅山東福寺・観音寺。）
- 観音山自然公園（南小川）
- 舞鴫文殊堂（日本三大文殊のひとつ。東海東舞鴫）
- 峠の岩清水（東海東）

## 出身著名人

### 政界
- 内田雄蔵（元衆議院議員）
- 藤井敬慎（元熊本県議会議長、元衆議院議員）
- 守山又三（元衆議院議員。実業家として活躍したが海外逃亡した[2]）
- 稗方弘毅（元秋田県知事）
- 蔵原敏捷（元和歌山県知事）
- 沢田一精（第3代熊本県知事・元参議院議員）
- 中村公力（元熊本県議会副議長）
- 守田格（元小川町長）
- 松永信雄（元小川町長）
- 中島隆利（衆議院議員、元八代市長）
- 守田憲史（現宇城市長）

### 教育・文化
- 竹崎季長（鎌倉時代の御家人。蒙古襲来絵詞で有名）
- 鉄眼道光（江戸時代前期の黄檗宗の禅僧）
- 能令速満（宗教家）
- 藤岡覚音（宗教家）
- 藤井一瓠（教育家・神職）
- 鋳方末彦（農学博士）
- 遠山啓（数学者）
- 長谷川櫂（俳人）

### 実業・経済
- 柏原太郎左衛門（江戸時代前期の貿易商）
- 水本光任（ブラジル・サンパウロ新聞社長）
- 中山義崇（崇城大学創設）

### スポーツ
- 式守伊之助 (26代)（大相撲立行司）
- 上村春樹（柔道家）
- 宮本輝子（元バスケットボール選手）
- 礒貝洋光（プロゴルファー、元プロサッカー選手）
- 巻誠一郎（プロサッカー選手）
- 巻佑樹（プロサッカー選手）
- 巻加理奈（ハンドボール選手）

### 芸能・マスコミ
- 池田達郎（NHKアナウンサー）
- 高橋よしえ（ローカルタレント）
- 平山訓（熊本初の女性新聞記者）

### その他
- 吉岡範策（元海軍中将）
- 岩辺季貴（元海軍中将）
- 鍋島俊策（元海軍少将）
- 大島一博（厚生労働官僚）